# Marin Preda
Marin Preda (n. 5 august 1922, Siliștea Gumești, România – d. 16 mai 1980, Mogoșoaia, Ilfov, Republica Socialistă România) a fost unul dintre cei mai importanți romancieri români din perioada postbelică, membru al Partidului Comunist Român. Dincolo de marele său talent, Marin Preda a fost un intelectual lucid, conștient de urmările nefaste ale ideologiei comuniste asupra literaturii. Un martor ocular a pretins că scriitorul i-ar fi spus cu mult curaj în anii '70 lui Nicolae Ceaușescu:  „Dacă vreți să introduceți realismul socialist, eu, Marin Preda, mă sinucid”. Totuși, Marin Preda nu a criticat niciodată în mod public doctrina realismului socialist, dimpotrivă, a părut să o legitimeze, implicit, prin tematica scrierilor sale, începând cu volumul al doilea din „Moromeții”, așa cum arăta pe drept cuvânt criticul Nicolae Manolescu.
În ultimul deceniu al vieții sale, Marin Preda a căutat însă o formă de eliberare de sub tutela ideologiei de partid. Ultimul său roman publicat în 1980, „Cel mai iubit dintre pământeni”, a fost perceput la apariție ca o critică îndrăzneață la adresa regimului comunist, cu nuanța că epoca la care se referă este aceea a regimului Gheorghe Gheorghiu Dej, față de care Nicolae Ceaușescu căutase pe multe căi să se delimiteze. Așa cum în romanul “Delirul” publicul văzuse “o reabilitare” a mareșalului Ion Antonescu, care servea antisovietismului cultivat aluziv de N. Ceaușescu, în mod asemănător  “Cel mai iubit dintre pământeni” slujise, cel puțin în primă instanță, la discreditarea regimului prosovietic din primul deceniu de comunism. După câteva săptămâni pe piață, romanul a fost retras din toate librăriile și  bibliotecile publice și universitare. În scurt timp, pe 16 mai 1980, scriitorul a fost găsit mort în camera sa din vila de creație a scriitorilor din complexul de la palatul  Mogoșoaia. La momentul decesului său, Marin Preda era deputat în Marea Adunare Națională.

## Biografie

### Copilăria
La 5 august 1922, în comuna Siliștea-Gumești, județul Teleorman, se naște Marin Preda, fiu al lui Tudor Călărașu,(1884-1962), „de profesie plugar", și al Joiței Preda,(1889-1977). Copilul va purta numele mamei, întrucât părinții nu încheiaseră o căsătorie legală pentru ca Joița Preda să poată primi pe mai departe pensie ca văduvă de război. Joița venea cu două fete din prima căsătorie: Măria (poreclită Alboaica - după numele bărbatului) și Mița (Tita). Tudor Călărașu avea și el trei băieți cu prima soție care-i murise: Ilie (Paraschiv), Gheorghe (Achim) și Ion (Nilă). În familia celor doi soți se mai nasc: Ilinca, Marin și Alexandru (Sae).

Copilul Marin Preda își petrece copilăria în această familie numeroasă care – în ciuda celor două loturi de pământ „primite la împroprietărire” – nu este lipsită de griji.
În septembrie 1929, învățătorul Ionel Teodorescu îl înscrie pe Marin Preda în clasa I, însă tatăl, care și-a dat copiii la școală numai la vârsta de 8 ani, nu-l lasă să frecventeze cursurile. Anul următor este reînscris în clasa I, la Școala primară din satul natal. Dar, ca în orice familie de la țară, copilul participă și la treburile gospodărești (păzitul vitelor, munca la câmp), ceea ce face ca în primele clase să absenteze adesea de la școală. Dar, treptat, el se dovedește printre elevii cei mai buni din seria sa, obținând premiul cu coroniță (scenă evocată în Moromeții).
Anul 1933 – 1934 (clasa a IV-a) este unul dintre cei mai grei din viața școlarului: tatăl nu-i mai poate cumpăra cărți și se îmbolnăvește de malarie. Învățătorul îi arată multă bunăvoință, îl ajută să termine anul școlar și-i împrumută cărți. Când nu găsește cărți noi în sat, merge să împrumute în comunele vecine: „Cum adică - exclamase odată tatăl surprins - să faci treizeci de kilometri până la Recea, după o carte, domnule?! Dar ce, e aurită? Și să-l fi pus la o treabă mai mică decât asta, ar fi ieșit gălăgie mare...”. Cu rugăminți repetate și insistențe, obține de la mama sa promisiunea că îl va convinge pe tatăl său să-l dea la „școala de învățători”.
Între 1934 – 1937 urmează clasele V – VII, avându-l ca învățător pe Ion Georgescu din Balaci, un sat vecin. Dascălul își va reaminti la bătrânețe că elevul Marin Preda „era un visător în clasă”, dar „se descurca bine, la scris”, la o temă dată despre Unirea Principatelor făcând o „lucrare senzațională”.

Termină clasa a VII-a cu media generală 9,78. Examenul pentru obținerea certificatului de absolvire a șapte clase îl susține la Școala de centru din Ciolănești (o comună la zece kilometri distanță de Siliștea-Gumești). La 18 iunie i se eliberează certificatul nr. 71 de absolvire a șapte clase primare, cu media generală pe obiecte 9,15.

### Plecarea din satul natal
În 1937, evitând Școala Normală din Alexandria (pe atunci, reședința județului fiind la Turnu Măgurele), unde taxele erau prea mari, se prezintă la Școala Normală din Câmpulung-Muscel, dar este respins la vizita medicală din cauza miopiei. (Fiecare județ având o școală de învățători, erau preferați la examene cei din județul respectiv.) Tatăl intenționează acum să-l dea la o școală de meserii. Intervine însă salvator librarul Constantin Păun din Miroși, de la care elevul Mari Preda își procura cărți, și îl duce la Școala Normală din Abrud, unde reușește la examenul de bursă cu nota 10. Se integrează vieții de normalist internist, este mulțumit de profesori, se împacă bine cu colegii ardeleni și petrece vacanța de iarnă a anului 1939 la un coleg din Abrud.
În toamna lui 1939 este transferat la Școala Normală din Cristur-Odorhei, unde își continuă studiile încă un an. Ca și la Abrud, a manifestat un interes deosebit pentru istorie, română și chiar matematici. În ședințele Societății literare din școală este remarcat de profesorul Justin Salanțiu, care îi prezice că „va ajunge un mare scriitor”, în cadrul societății scrie și citește câteva schițe. O compunere care avea ca erou chiar pe tatăl său, aleasă pentru a fi publicată în revista școlii rămâne nepublicată, revista preconizată nu mai apare datorită evenimentelor dramatice care vor urma. Cei trei ani de viață transilvană vor fi evocați în „Viața ca o pradă” și în „Cel mai iubit dintre pământeni”. În 1940, în urma Dictatului de la Viena, elevul Preda Marin primește o repartiție pentru o școală similară din București.
În ianuarie 1941 asistă la tulburele evenimente ale rebeliunii legionare și ale reprimării ei de către Ion Antonescu. Intră în contact cu refugiații ardeleni și se întâlnește cu siliștenii lui stabiliți în București. Toate acestea vor fi evocate peste trei decenii în „Delirul” și în „Viața ca o pradă”.
La sfârșitul anului școlar 1940-1941 (urmat și cu ajutorul directorului școlii), susține examenul de capacitate, însă din cauza greutăților materiale se hotărăște să renunțe la școală.
În timpul verii nu mai revine în sat: „Aveam impresia că dacă mă întorc, n-o să mai pot pleca”. Nereușind să publice nimic și nici să-și găsească o slujbă, Marin Preda o duce din ce în ce mai greu: „Mi-e imposibil să-mi amintesc și să înțeleg cum am putut trăi, din ce surse, toată toamna și toată iarna lui '41-'42. Doar lucruri fără legătură, nefirești... N-aveam unde dormi, era lapoviță prin tot Bucureștiul, și umblam fără oprire cu tramvaiul de la Gara de Nord la Gara de Est. Toată ziua și toată noaptea.” Uneori mai trăgea la fratele său Nilă, într-o mansardă minusculă unde „rămânea pierdut ceasuri întregi, cu coatele sub ceafă”.
În volumul colectiv de versuri „Sîrmă ghimpată”, Geo Dumitrescu include poezia „Întoarcerea fiului rătăcit” de Marin Preda, dar manuscrisul volumului nu obține viză pentru tipărire. Tot prin intermediul lui Geo Dumitrescu, Marin Preda este angajat corector la ziarul „Timpul”, în 1941.

### Activitatea literară

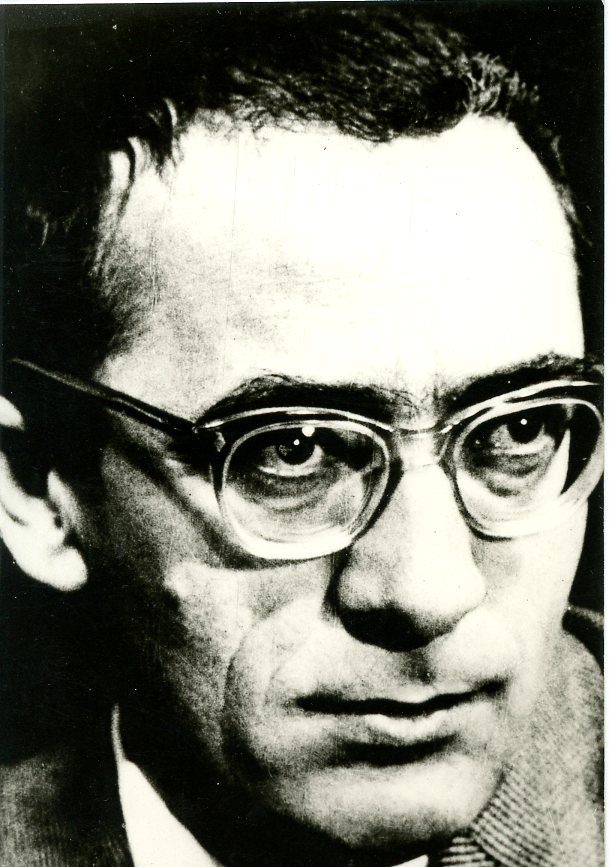
Marin Preda

În aprilie 1942 debutează cu schița Părlitu' în ziarul „Timpul" (nr. 1771 și 1772 din 15 și 16 aprilie), la pagina literară „Popasuri”, girată de Miron Radu Paraschivescu. Debutul la 20 de ani îi dă încredere în scrisul său, publicând în continuare schițele și povestirile: Strigoaica, Salcâmul, Calul, Noaptea, La câmp.
În septembrie părăsește postul de corector la „Timpul". Pentru scurt timp este angajat funcționar la Institutul de statistică. La recomandarea lui E. Lovinescu, poetul Ion Vinea îl angajează secretar de redacție la „Evenimentul zilei”.
În 1943, martie, îi apare Colina în ziarul „Vremea războiului”. În aprilie „Evenimentul zilei” publică schița Rotila. Ia parte la câteva ședințe ale cenaclului Sburătorul, condus de criticul Eugen Lovinescu, unde nuvela Calul produce asupra celor prezenți o vie impresie, stârnind încântarea lui Dinu Nicodin, care intră în posesia manuscrisului contra unei mari sume de bani.  Nuvela va fi inclusă în volumul său de debut din 1948, Întâlnirea din pământuri.  În nuvela care dă numele volumului, criticii recunosc imediat pe tatăl autorului, care va apărea cu nume schimbat în Moromeții. Ea este construită pornind de la tehnica „muștei pe perete“ (o narațiune perfect obiectivată, behavioristă, folosită în epocă de Albert Camus, William Faulkner sau mai târziu de Truman Capote). Un precursor al lui Marin Preda din literatura română fusese Anton Holban în nuvela Chinuri.
Între 1943-1945 este luat în armată, experiență descrisă în operele de mai târziu, în romanele Viața ca o pradă și Delirul. În 1945 devine corector la ziarul „România liberă”. 
Între 1949 și 1955 scrie primul volum al romanului Moromeții, considerat ca fiind capodopera scriitorului. 
Din 1952, devine redactor la revista „Viața românească”. În 1956, primește Premiul de Stat pentru romanul Moromeții. Un an mai târziu, în 1957, scriitorul efectuează o excursie în Vietnam. La întoarcere, se oprește la Beijing. În 1955 se căsătorește cu poeta Aurora Cornu. Scrisorile de dragoste trimise poetei au fost publicate postum. Au divorțat în 1959. S-a recăsătorit apoi cu Eta Vexler, care ulterior a emigrat în Franța la începutul anilor '70. Cu cea de-a treia soție, Elena, a avut doi fii: Nicolae și Alexandru.
În 1960-1961, îi citește pe marii romancieri ai lumii. Este fascinat de William Faulkner, cu care proza lui are evidente afinități. În 1965 traduce împreună cu soția sa Eta romanul Ciuma de Albert Camus. În  1968 este ales vicepreședinte al Uniunii Scriitorilor, iar în 1970 devine director al editurii Cartea Românească, pe care o va conduce până la moartea sa fulgerătoare din 1980.  Romanul său, Marele singuratic, primește premiul Uniunii Scriitorilor pe anul 1971.
În 1974 este ales membru corespondent al Academiei Române.
Apare ediția a doua a romanului Marele singuratic în 1976, iar în 1977 publică Viața ca o pradă, un roman autobiografic amplu care are drept temă principală cristalizarea conștiinței unui artist.
În 1980, la editura pe care o conducea, publică ultimul său roman: Cel mai iubit dintre pământeni. Între 1975 și 1980 locuiește în București pe strada (pictor) Alexandru Romano nr.21.
Pe 16 mai 1980 moare la vila de creație a scriitorilor de la Palatul Mogoșoaia.
Fratele scriitorului, Saie, crede că a fost asasinat de Securitate.
Familia sa este convinsă că moartea sa fulgerătoare are o legătură cu publicarea romanului Cel mai iubit dintre pământeni și a survenit în condiții oculte..
Potrivit raportului medico-legal, „moartea lui Marin Preda a fost violentă și s-a datorat asfixiei mecanice prin astuparea orificiilor respiratorii cu un corp moale, posibil lenjerie de pat, în condițiile unei come etilice”. Marin Preda este înmormântat pe Aleea Scriitorilor din Cimitirul Bellu.
În ultimii cinci ani de viață a fost mentor și prieten literar al lui Cezar Ivănescu.

## Distincții
- Ordinul Muncii clasa a II-a (30 decembrie 1957) „cu ocazia celei de a zecea aniversări a proclamării Republicii Populare Romîne și pentru merite deosebite în îndeplinirea sarcinilor date de Partidul Muncitoresc Romîn, pentru merite deosebite pe tărîmul construcției de stat, economice, sociale, culturale și obștești”[21]
- Ordinul „Steaua Republicii Populare Romîne” clasa a IV-a (12 august 1959) „pentru activitate rodnică în dezvoltarea științei și culturii din Republica Populară Romînă”[22]
- Ordinul „Steaua Republicii Socialiste România” clasa a II-a (1971) „pentru merite deosebite în opera de construire a socialismului, cu prilejul aniversării a 50 de ani de la constituirea Partidului Comunist Român”[23]
- Ordinul Muncii clasa I (10 octombrie 1972) „pentru îndelungată și rodnică activitate în domeniul creației literare, [...] cu prilejul împlinirii vîrstei de 50 de ani”[24]

## Traducător
Marin Preda a tradus din operele lui Dostoievski.

## Lista selectivă a operelor antume
- 1948 -- Întâlnirea din pământuri, nuvele
- 1949 -- Ana Roșculeț
- 1952 -- Desfășurarea
- 1955 -- Moromeții, roman, volumul I
- 1956 -- Ferestre întunecate
- 1959 -- Îndrăzneala
- 1963 -- Risipitorii, roman
- 1967 -- Moromeții, roman, volumul II
- 1968 -- Intrusul, roman
- 1972 -- Imposibila întoarcere, roman
- 1972 -- Marele singuratic, roman
- 1973 -- Întâlnirea din pământuri, roman (ediția a 2-a)
- 1975 -- Delirul, roman
- 1977 -- Viața ca o pradă, roman
- 1980 -- Cel mai iubit dintre pământeni, roman

## Filmografie

### Scenarist
- Porțile albastre ale orașului (1974)
- Marele singuratic (1977)

## Traduceri
- Dans un village : nouvelle (Desfășurarea),  traducere în limba franceză de Ana Vifor, 1955
- L'horizon bleu de la mort, traducere în limba franceză de Micaela Slăvescu, 1982
- Le Grand solitaire (Marele singuratic), traducere în limba franceză de Claude B. Levenson, 1975
- L'intrus (Intrusul), traducere în limba franceză de Maria Ivănescu, prefață de Cezar Ivănescu,1982
- Les Moromete (Moromeții), traducere în limba franceză de Maria Ivănescu, prefață de Mihai Ungheanu, 1986

## Omagierea lui Marin Preda
- Un liceu din București îi poartă numele, Liceul Teoretic Marin Preda (București).
- O bibliotecă din Alexandria îi poartă numele, "Biblioteca Județeană Marin Preda".
- Un liceu din Odorheiu Secuiesc îi poartă numele, Liceul Marin Preda (Odorheiu Secuiesc).
- Un liceu din Turnu Măgurele îi poartă numele, Liceul Marin Preda (Turnu Măgurele).
- O filială a Bibliotecii Metropolitane București îi poartă numele, Filiala Marin Preda.
- O stradă din Cluj-Napoca îi poartă numele, strada Marin Preda.
- O stradă din Turda îi poartă numele, strada Marin Preda.
- O stradă din Oradea îi poartă numele, strada Marin Preda.
- O stradă din Mangalia îi poartă numele, strada Marin Preda.
- O stradă din Râmnicu Vâlcea îi poartă numele, strada Marin Preda

### Numismatică
Cu prilejul împlinirii a 90 de ani de la nașterea lui Marin Preda, Banca Națională a României, la 10 august 2012, a pus în circulație, în atenția numismaților, o monedă comemorativă din argint, cu titlul de 999‰, având valoarea nominală de 10 lei. Moneda este emisă de calitate proof, într-un tiraj de 500 de exemplare. Marginea monedei este zimțată. Diametrul monedei este de 37 mm, iar masa ei este de 31,107 g. Monedele sunt ambalate individual, în capsule transparente de metacrilat, și sunt însoțite de broșuri de prezentare redactate în limba română, limba engleză și în limba franceză și de certificate de autenticitate semnate de guvernatorul B. N. R. și de casierul central al acestei instituții. Moneda are putere de circulație pe teritoriul României. Prețul de vânzare a unui exemplar al acestei monede, inclusiv capsula de metacrilat și broșura însoțitoare, este de 340 de lei.
- Aversul monedei reprezintă „o compoziție concentrică, formată din titlurile celor mai cunoscute opere ale scriitorului Marin Preda; în centru, stema României, valoarea nominală 10 LEI, inscripțiile în arc de cerc ROMANIA și milesimul 2012.[25]
- Reversul monedei reprezintă portretul scriitorului Marin Preda, anii între care a trăit acesta 1922, 1980 și inscripția MARIN PREDA.[25]

La 28 decembrie 2022, cu prilejul împlinirii a 100 de ani de la nașterea lu Marin Preda, Banca Națională a României a pus în circulație, în atenția numismaților, o monedă comemorativă de aur, cu titlul de 900‰, având valoarea nominală de 100 de lei. Moneda a fost emisă de calitate proof, într-un tiraj de 1000 de exemplare. Moneda are diametrul de 21 mm, are masa de 6,452 grame, iar marginea este zimțată.
Monedele sunt ambalate individual, în capsule transparente de metacrilat, și sunt însoțite de broșuri de prezentare redactate în limba română, limba engleză și în limba franceză și de certificate de autenticitate semnate de guvernatorul B. N. R. și de casierul central al acestei instituții. Moneda are putere de circulație pe teritoriul României.
- Aversul monedei are gravată o compoziție inspirată de romanul „Moromeții” de Marin Preda, denumirea statului emitent ROMANIA, în arc de cerc, valoarea nominală 100 LEI precum și milesimul 2022 și stema României.[26]
- Pe revers este gravată efigia lui Marin Preda, din față, semnătura lui Marin Preda precum și inscripția în arc de cerc 100 DE ANI DE LA NASTEREA LUI MARIN PREDA.[26]